# Daniel Johnston

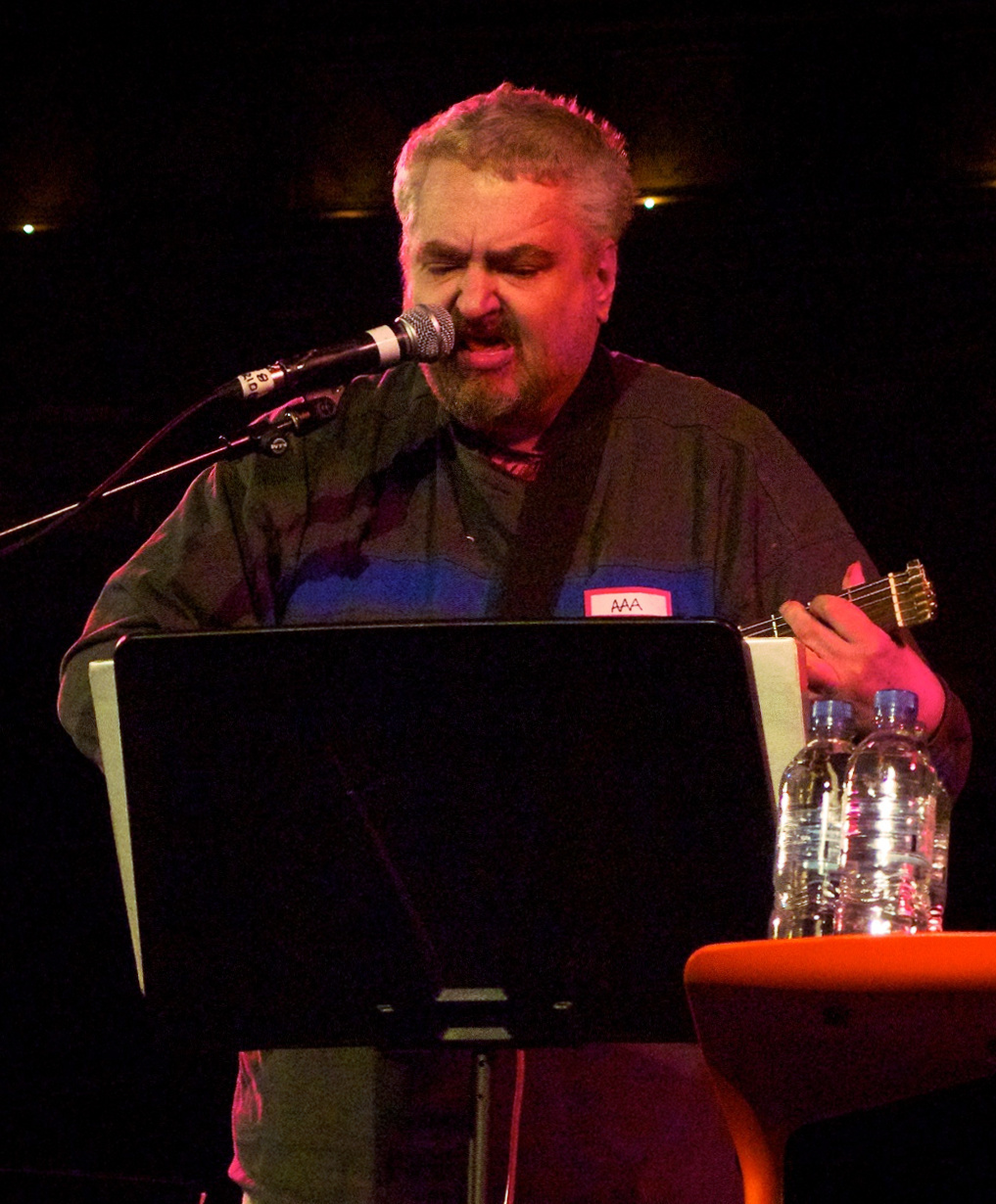
Johnston bei einem Auftritt, 2012

Daniel Johnston (* 22. Januar 1961 in Sacramento, Kalifornien; † 10. September 2019 in Waller, Waller County, Texas) war ein US-amerikanischer Sänger, Musiker und Künstler.

## Leben

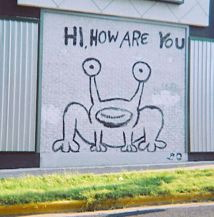
Zeichnung von Daniel Johnston an einer Hauswand in Austin, Texas (von 1994). Siehe auch: Hi, How Are You.

Daniel Johnston kam als jüngstes von fünf Kindern in Kalifornien zur Welt. Er wuchs in Cumberland, West Virginia in einem streng christlichen Elternhaus als Sohn eines Ingenieurs auf. Wesentlich jünger als seine Geschwister, zeigte er früh künstlerische Neigungen, denen sein Umfeld mit Befremden begegnete. So zeichnete er unter anderem Comics mit absonderlichen Kreaturen, wobei immer wieder der „eyeball“ (Augapfel) auftauchte. Den Widerstand, der ihm, da er nicht in das klassische männliche Rollenbild passte, entgegengebracht wurde, verarbeitete er in zahlreichen Kassetten und auch kurzen Filmen.
Nach einer großen Krise mussten ihn seine Eltern vom College nehmen, worauf er ein Kunst-College in seiner Heimat besuchte, wo er den Studienanforderungen nicht gerecht werden konnte. Seine Eltern schickten ihn zu seinem älteren Bruder nach Austin, Texas, wo er im Vergnügungspark Astroworld arbeitete. Nach einem Sommer kehrte er nach West Virginia zurück, verschwand nach kurzer Zeit und reiste kurz darauf wieder nach Austin, wo er in einem McDonald’s-Lokal als Tischabräumer arbeitete.
Seine selbst eingespielten Lieder verschenkte er auf Kassetten, so auch einem Redakteur der Lokalzeitung. 1983 begann ein lokales Plattengeschäft seine Demotapes erstmals zu verkaufen und verhalf ihm so zu größerer Bekanntheit. MTV brachte schließlich 1985 einen Beitrag über Johnston, was die Aufmerksamkeit der amerikanischen Independent-Szene erregte und Bands wie Sonic Youth oder Dead Milkmen wollten Songs mit ihm aufnehmen. Seine psychischen Probleme verhinderten jedoch einen Durchbruch. Getrieben von dem Wunsch, berühmt zu werden, kam es gegen Ende der 1980er Jahre zu einem Treffen mit Sonic Youth, woraus jedoch keine Zusammenarbeit entstand. Lediglich die Zusammenarbeit mit Jad Fair von Half Japanese war erfolgreich, welche jedoch auch abrupt endete: Johnston bedrängte eine Frau, die er vom Teufel besessen glaubte, und ängstigte sie so sehr, dass sie sich bei einem Sprung aus dem Fenster die Beine brach.
Kurt Cobain, der Sänger von Nirvana, verhalf Johnston 1992 zum einstweiligen Höhepunkt seiner Bekanntheit, als er während der Verleihung der MTV-Awards ein T-Shirt mit dem von Johnston gezeichneten Cover der Kassette Hi, How Are You trug. Johnston ging in Folge bei Atlantic Records unter Vertrag und veröffentlichte dort 1994 das Album Fun, von dem sich allerdings nur wenige tausend Stück verkauften.
Im Jahr 2004 wurde das Doppelalbum The Late Great Johnston: Discovered Covered veröffentlicht, auf dem 18 Songs jeweils im Original und als Coverversion von Künstlern  wie Eels, TV on the Radio, Bright Eyes, Death Cab for Cutie, Beck, Mercury Rev, Vic Chesnutt, M. Ward und Tom Waits enthalten sind.
2005 erschien Jeff Feuerzeigs Dokumentarfilm The Devil and Daniel Johnston, ein filmisches Porträt des Musikers. Der Film wurde bei Publikum und Kritik positiv aufgenommen und auf dem Sundance Film Festival mit dem Preis für die beste Dokumentarfilmregie ausgezeichnet.
Auf dem Beach-Boys-Tributealbum Do It Again: A Tribute To Pet Sounds von 2006 ist Johnston mit seiner Version von God Only Knows zu hören.

### Psychische Krankheit und Tod
Johnston litt unter einer bipolaren Störung. 1986 und 1988 musste er sich in klinische Obhut begeben. Er wohnte zwischenzeitlich wieder bei seinen Eltern, zuerst in West Virginia und in den 1990er Jahren in Waller, Texas, wohin seine Eltern umgezogen waren. Während einer weiteren manisch-psychotischen Phase zog er auf der Rückkehr von den Austin Music Awards 1990 den Schlüssel vom Kleinflugzeug seines Vaters und brachte so das Flugzeug zum Absturz. Vater und Sohn überlebten den Absturz leicht verletzt. Auch dem erneuten Popularitätshoch nach 1992, das zum Plattenvertrag mit Atlantic führte, folgte eine weitere psychische Krise – es kam zu keiner weiteren Veröffentlichung bei Atlantic. Seither war es um Johnston ruhiger geworden. Er komponierte weiterhin Musik, gab gelegentlich Konzerte und zeichnete; seine Zeichnungen sind weltweit ausgestellt worden.
Johnston verstarb vermutlich infolge eines Herzinfarkts.

## Diskographie
- Songs of Pain (Stress Records, 1981) Kassette
- Don’t be Scared (Stress Records, 1982) Kassette
- The What of Whom (Stress Records, 1983) Kassette
- More Songs of Pain (Stress Records, 1983) Kassette
- Yip Jump Music (Stress Records, 1983) Kassette
- Hi, How Are You (Stress Records, 1983) Kassette
- The Lost Recordings (Stress Records, 1983) Kassette
- The Lost Recordings II (Stress Records, 1983) Kassette
- Retired Boxer (Stress Records, 1984) Kassette
- Respect (Stress Records, 1985) Kassette, 10"
- with Texas Instruments: Continued Story (Stress Records, 1985) Kassette
- Merry Christmas (Stress Records, 1988) Kassette
- New York, CBGBs 04/22/88 (Bootleg Tape, 1988)
- mit Jad Fair: It’s Spooky (50 Skidillion Watts, 1989)
- Continued Story/Hi, how are you? (Homestead Records, 1989)
- Yip/Jump Music (Homestead, 1989)
- Live at South by Southwest (Stress Records, 1990) Kassette
- 1990 (Shimmy Disc, 1990)
- Artistic Vice (Shimmy Disc, 1991)
- Please Don’t Feed The Ego (Eternal Yip Eye Music, 1994)
- Fun (Atlantic Records, 1994)
- with Ron English and Jack Medicine: Hyperjinx Tricycle (Important Records, 2000)
- Why me? live in Berlin, Volksbuehne 06/06/99 (Trikont, 2000) CD
- Rejected Unknown (Gammon Records, 2001)
- Live Wien, Flex, 13.10.2001 (Radio Broadcast, 2001)
- Daniel Johnston & Jad Fair: The Lucky Sperms – Somewhat Humorous (Jagjaguwar, 2001)
- Fear Yourself (Gammon Records, 2003) CD
- The Early Recordings of Daniel Johnston Volume 1 (Dualtone, 2003) 2CD
- The Late Great Daniel Johnston: Discovered Covered (Gammon Records, 2004) CD
- Lost And Found (Sketchbook, 2006) CD
- The Devil Has Texas : The Tribute EPs Extended (Little Teddy Recordings, 2008) CD
- Lost And Found (Little Teddy Recordings, 2008) LP
- Is and Always Was (Eternal Yip Eye Music, 2009)
- Beam Me Up (Hazelwood, 2010)
- Space Ducks (Feraltone/Cargo, 2013)